# Mikroplast

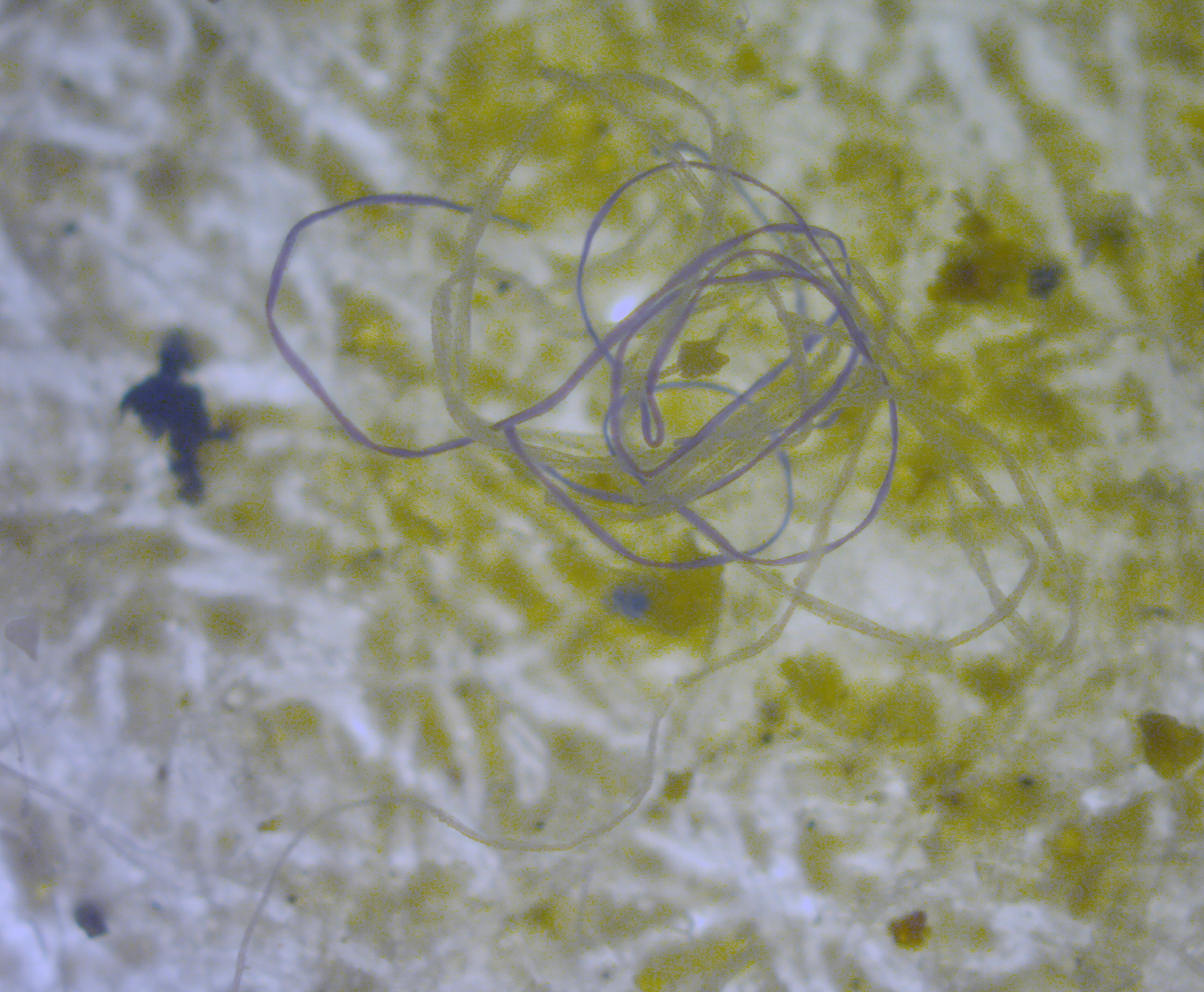
Mikroplast i Medelhavet.

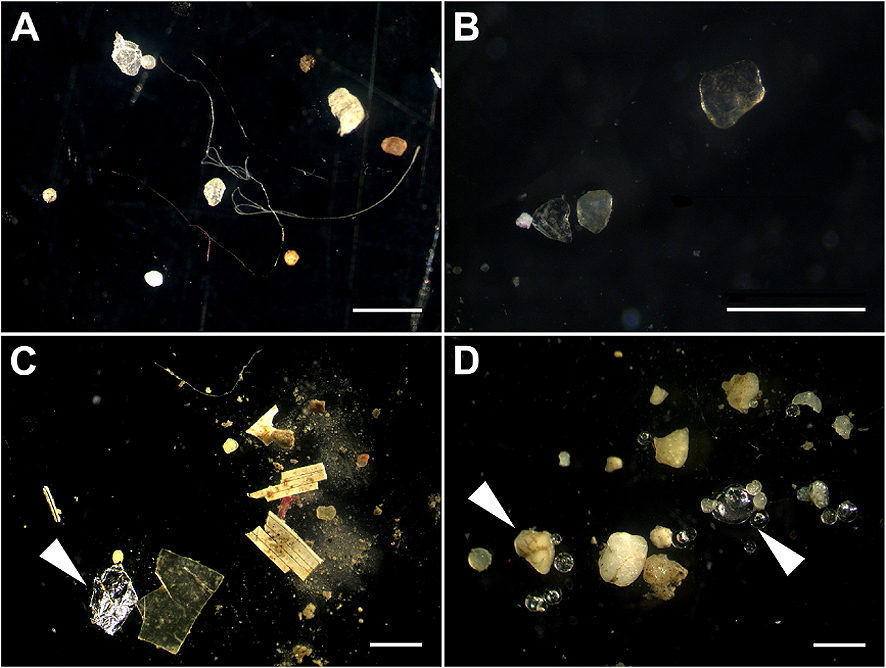
Mikroplast från floderna Elbe (A), Mosel (B), Neckar (C), and Rhen (D).

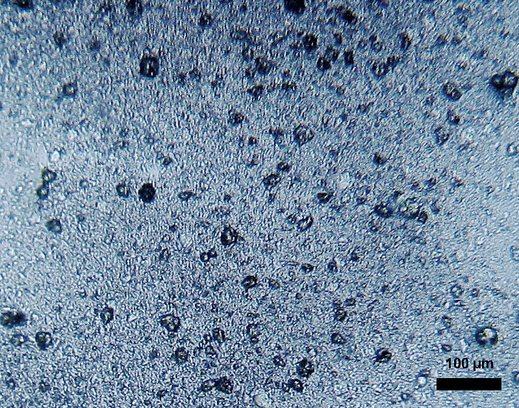
Mikroplastspiraler i tandkräm som är ungefär 30 µm i diameter.

Mikroplast är ett samlingsnamn för plastpartiklar som är mindre än 5 millimeter. De flesta mikroplaster är under 1 millimeter. 
Primär mikroplast tillverkas i mikroskopisk storlek för användning i produkter som kosmetika och rengöringsmedel. Sekundär mikroplast uppstår som en följd av att större plastföremål bryts ner i naturen.
Nanoplaster är en typ av mikroplaster som är mindre än en tusendels millimeter och inte synliga för ögat.

## Mikroplaster i hav och sjöar
Mikroplast sprids till hav, sjöar och vattendrag genom avloppsvatten, dagvatten, snötippning och via atmosfären. Det anses vara ett allvarligt problem. Forskning från 2017 visade att två tredjedelar av blåmusslor från Sveriges västkust innehåller mikroplast, och då kunde inte de minsta plastbitarna mätas.
En studie från 2017 visade att ett stort svenskt reningsverk kan släppa ut upp till 70 miljoner mikroplastpartiklar i timmen. Mikroplast kan stanna i havet i hundratals år, vilket gör det till ett växande hot mot till exempel Östersjön. Eftersom mikroplast idag inte kan tas bort ur havet rekommenderas att begränsa hur mycket plast som kommer ut i haven och att filtrera bort plasten där koncentrationen är hög, innan den späs ut i större vattenvolymer.
Varje år skadas eller dör tusentals sjöfåglar, fiskar och däggdjur till följd av plast i haven. Mikroplast misstas ofta för föda av smådjur i havet, och deras kroppar kan inte bryta ner plasten. Plastbitarna binder även miljögifter som bekämpningsmedel och industrikemikalier. Gifterna som kommer från mikroplasten stannar kvar i djurkroppen som inte kan bryta ned dessa ämnen. Störst problem har rovdjuren högst upp i näringskedjan. De konsumerar de mindre djuren som bär på gifterna, vilket gör att rovdjuren får en högre koncentration av gifter i sin kropp.

## Hälsorisker för människor
Mikroplast har hittats i alla delar i människokroppen. Människor får i sig mikroplast genom luft, mat och vatten.
Påverkan på människors hälsa undersöks fortfarande. Men förekomsten av mikroplaster i mänskliga organ har väckt oro bland forskare. Flera studier har visat att mikroplast kan skada kroppen, till exempel genom att orsaka stress, inflammation, celldöd, hjärt- och kärlsjukdomar och påverkan på immunförsvaret.